# Soupirs d'Espagne
 (janvier 2022).
La mise en forme du texte ne suit pas les recommandations de Wikipédia : il faut le « wikifier ».
Les points d'amélioration suivants sont les cas les plus fréquents. Le détail des points à revoir est peut-être précisé sur la page de discussion.
- Les titres sont pré-formatés par le logiciel. Ils ne sont ni en capitales, ni en gras.
- Le texte ne doit pas être écrit en capitales (les noms de famille non plus), ni en gras, ni en italique, ni en « petit »…
- Le gras n'est utilisé que pour surligner le titre de l'article dans l'introduction, une seule fois.
- L'italique est rarement utilisé : mots en langue étrangère, titres d'œuvres, noms de bateaux, etc.
- Les citations ne sont pas en italique mais en corps de texte normal. Elles sont entourées par des guillemets français : « et ».
- Les listes à puces sont à éviter, des paragraphes rédigés étant largement préférés. Les tableaux sont à réserver à la présentation de données structurées (résultats, etc.).
- Les appels de note de bas de page (petits chiffres en exposant, introduits par l'outil «  Source ») sont à placer entre la fin de phrase et le point final[comme ça].
- Les liens internes (vers d'autres articles de Wikipédia) sont à choisir avec parcimonie. Créez des liens vers des articles approfondissant le sujet. Les termes génériques sans rapport avec le sujet sont à éviter, ainsi que les répétitions de liens vers un même terme.
- Les liens externes sont à placer uniquement dans une section « Liens externes », à la fin de l'article. Ces liens sont à choisir avec parcimonie suivant les règles définies. Si un lien sert de source à l'article, son insertion dans le texte est à faire par les notes de bas de page.
- La présentation des références doit suivre les conventions bibliographiques. Il est recommandé d'utiliser les modèles {{Ouvrage}}, {{Chapitre}}, {{Article}}, {{Lien web}} et/ou {{Bibliographie}}. Le mode d'édition visuel peut mettre en forme automatiquement les références.
- Insérer une infobox (cadre d'informations à droite) n'est pas obligatoire pour parachever la mise en page.

Pour une aide détaillée, merci de consulter Aide:Wikification.
Si vous pensez que ces points ont été résolus, vous pouvez retirer ce bandeau et améliorer la mise en forme d'un autre article.
Soupirs d'Espagne (en espagnol Suspiros de España) est un paso doble espagnol populaire. Il a été composé par Antonio Álvarez Alonso (es), originaire de Martos Modèle:(le lien sur Martos va sur la mauvaise ville, soit celle de Jaen et pas Cartagène)dans la ville espagnole de Carthagène, en 1902. En 1938, José Antonio Álvarez Cantos (es) (1897-1964), neveu du compositeur, y ajoute des paroles, chantées par Estrellita Castro dans le film homonyme, qui sont ensuite modifiées et reprises par d'autres grandes figures, telles que Conchita Piquer. Sa mélodie, articulée en tonalité mineure, exprime une profonde nostalgie du pays de tous les Espagnols qui ont émigré à cette époque et devient l'une des pièces les plus célèbres de la musique espagnole.

## Pasodoble
Le pasodoble est à l'origine une marche de l'Infanterie Royale qui, à la fin du XIXe siècle et  au début du XXe siècle, devient populaire sous la forme de pièces de concert puis de danse. C'est dans ce contexte, que trois pièces fondamentales sont composées dans la ville de Carthagène en quelques années : La Gracia de Dios (La Grâce de Dieu) (Ramon Roig i Torné (es), 1880), Soupirs d'Espagne, 1902) et El Abanico (L'Éventail) (Alfredo Javaloyes López (es), 1910).

## Origine de Soupirs d'Espagne
Ce pasodoble populaire aux allures de tauromachie est l'œuvre du pianiste et compositeur de zarzuelas Antonio Álvarez Alonso, dans la tradition musicale espagnole. Selon le musicien originaire de Carthagène, García Segura[Qui ?], l'origine de 'Soupirs d'Espagne' serait la suivante :
Le Maître Álvarez Alonso donnait des concerts lors des veillées du café La Palma Valenciana, dans la grande rue de Carthagène. Une nuit, à la fin de la performance, il fit part à ses amis d'une mélodie de pasodoble qu'il avait écrite sur une table du café, et qui reçut un accueil très favorable.
Il s'était arrêté devant une confiserie nommée España, située en face du café, et remarquant une pâtisserie typique appelée suspiros (noisettes caramélisées), s'en est inspiré pour intituler sa mélodie Soupirs d'Espagne.
Cette version de l'origine a été écartée par l'historien Fernández García[Qui ?], qui affirme que la mélodie n'a pas pu être présentée au café La Palma Valenciana de Carthagène, puisque Álvarez Alonso meurt en 1903 et que le café n'a pas ouvert ses portes avant 1911.
Le pasodoble a été présenté par l'Orchestre du 3e Régiment d'Infanterie de Marine dirigé par Ramón Roig i Torné, le jour de la Fête-Dieu de 1902 sur la place de Saint-Sébastien de Carthagène. Les ordres militaires empêchaient que le chef Roig cédât la direction à Antonio Álvarez Alonso, en raison de son statut de civil. Une plaque commémorative est installée sur la place.
Dans les exils provoqués par la Guerre Civile espagnole et surtout dans l'émigration, le pasodoble "Soupirs d'Espagne" a pu symboliser la nostalgie du pays perdu. Sa composition sur le mode mineur évoque la tristesse.
La musique a aussi été utilisée quelquefois par Radio España Independiente, émettrice communiste clandestine depuis l'étranger (Prague et Moscou).

## En terre étrangère
Manuel Penella a composé en 1927 la chanson En tierra extraña (En terre étrangère), interprétée par Concha Piquer, qui inclut comme un hommage, ou sous la forme d'une chanson dans la chanson, la musique de Soupirs d'Espagne, en présentant une réunion d'Espagnols à New York pour célébrer le Réveillon de Noël.

## Cinéma
- Ce paso doble est chanté  pour la première fois au cinéma par Estrellita Castro dans le film Suspiros de España (1938), réalisé par Benito Perojo.
- La chanson a été interprétée par Paquita Rico dans le film Suspiros de Triana en 1955.
- Cette chanson a été utilisée par Carlos Saura dans son film Ay, Carmela!
- En 1982, cette chanson a été utilisée dans le film La estanquera de Vallecas, où la séquestration dans un bureau de tabac finit en fête, tandis que la police s'étonne de la musique qui émane de l'établissement.
- En 2002, cette chanson a été utilisée au début du film El florido pensil[Quoi ?].
- En 2003, Diego el Cigala a réalisé une version du pasodoble pour le film Soldados de Salamina
- En 2009, la chanson En tierra extraña, interprétée par Concha Piquer, a été utilisée comme bande son du film Rec 2, suite du grand succès Rec (film)[9]. Pourtant, du fait que dans la dernière copla, la chanson Soupirs d'Espagne est mentionnée, ceci a entraîné la confusion entre les deux pasodobles.
- Dans le film Buen viaje excelencia (Bon voyage excellence) (2003) de Els Joglars[Qui ?], le pasodoble est utilisé comme musique de fond en lui donnant un air plus tragique.
- Dans la quatrième saison de la série La casa de papel, (2020), il a été utilisé pour insister sur le caractère espagnol.

## Autres versions et références
- À l'occasion du cinquantenaire du couronnement de l'Esperanza Macarena de Séville, ce pasodoble fut joué à la sortie de l'enceinte de la Place d'Espagne.
- Pasión Vega l'a interprété lors de ses spectacles: dans "Azabache 20 ans", "Deux pianos avec Passion (Lettres depuis New York)" avec les pianistes Dúo del Valle; et l'a enregistré dans le disque "Passion inédite" en 2005.
- L'écrivain Terenci Moix a publié un livre consacré à la copla intitulé "Soupirs d'Espagne" et Manuel Vázquez Montalbán fait mention de la mélodie dans son œuvre intitulée "Cancionero général du franquisme", dans la section à propos de la copla et du cinéma de ses souvenirs, faisant référence à celle qui fut sa chanson favorite, choisie pour ses obsèques[10] .
- Un arrangement pour piano de ce pasodoble a été utilisé pour la série Pepa et Pepe, produite et émise par Télévision Espagnole en 1995.
- Il est la mélodie d'ouverture du programme Cantares présenté par Lauren Postigo sur TVE en 1978.
- Il est la mélodie actuelle du programme de esRadio "Le matin de Federico", présenté par l'animateur Federico Jiménez Losantos.